# Santa Croce e San Bonaventura alla Pilotta
Santa Croce e San Bonaventura alla Pilotta ou Igreja de Santa Cruz e São Boaventura em Pilotta, chamada também de Santa Croce e di San Bonaventura dei Lucchesi, é uma igreja de Roma, Itália, localizada na Via dei Lucchesi, no rione Trevi, entre a Fonte de Trevi e a Pontifícia Universidade Gregoriana. É a igreja regional de Lucca na cidade.

## História
A igreja foi construída no local de uma antiga igreja, San Nicola de Portiis ou San Nicola de Trivio, cujos restos ainda podem ser vistos na cripta da igreja atual. Ela havia sido entregue os padres capuchinhos em 1575, que a dedicaram a São Boaventura. Eles se mudaram para um novo mosteiro na Piazza Barberini em 1631 e a igreja foi entregue aos lucanos pelo papa Urbano VIII (r. 1623–1644). Na época já existia uma pequena comunidade de nativos de Lucca em Roma, composta principalmente de comerciantes. Em 1695, eles demoliram a igreja antiga e construíram uma nova com base num projeto de Mattia de Rossi e a dedicaram à Santíssima Cruz (em italiano:  Santissima Croce), inspirados pelo culto ao "Volto Santo"', um pedaço da Vera Cruz venerado na Catedral de Lucca. 